# District militaire de Transbaïkalie
Le district militaire de Transbaïkalie (russe : Забайкальский военный округ), est un district militaire de l'Armée rouge soviétique puis forces armées de la fédération de Russie. Créé en 1935, devenu de 1941 à 1945 le front de Transbaïkalie, il fusionne en 1998 dans le district militaire sibérien.

## Historique
Le district militaire de Transbaïkalie est créé en mai 1935. En septembre 1941, il donne naissance au front de Transbaïkalie.
Le 10 septembre 1945, le district est recréé sous le nom de district militaire de Transbaïkalie-Amour (russe : Забайкальско-Амурский военный округ). Les unités du front de Transbaïkalie (dissous le 9 octobre) lui sont rattachées : 6e armée de chars de la Garde, 17e, 36e et 53e armées combinées. La 1re armée venue du 1er front d'Extrême-Orient est également subordonnée au nouveau district. La 53e armée est dissoute dès la fin de l'année 1945 (ses éléments passent au district militaire sibérien oriental (en)), suivie de la 17e à l'été 1946.
Le 10 juillet 1947, le district militaire de Transbaïkalie est recréé avec l'état-major de la 36e armée, qui s'installe à Tchita.
En 1957, le district est composé des unités suivantes :
- 9e division de fusiliers motorisés de la Garde (en)
- 13e division de fusiliers motorisés (ru)
- 16e division de chars
- 89e division de fusiliers motorisés
- 122e division de fusiliers motorisés de la Garde

Au milieu des années 1980, les unités du district sont :
- 11e brigade d'assaut aéroporté
- 24e brigade Spetsnaz
- 49e division école de chars
- 150e division école de fusiliers motorisés (en)
- 12e division d'artillerie
- 30e division d'artillerie (unité cadre, c'est-à-dire mise sur pied en cas de mobilisation)
- 57e division de chars (unité cadre)
- 80e division de chars de réserve (unité cadre)
- 81e division de chars de réserve (unité cadre)
- 110e division de fusiliers motorisés (unité cadre)
- 143e division de fusiliers motorisés (unité cadre)
- 195e division de fusiliers motorisés (unité cadre)
- 202e division de fusiliers motorisés (unité cadre)
- 244e division de sécurité arrière (unité cadre)
- 247e division de fusiliers motorisés (unité cadre)

Par décret du 27 juillet 1998, le district militaire de Transbaïkalie fusionne dans le district militaire sibérien.